# Drosanthemum subclausum
Drosanthemum subclausum är en isörtsväxtart som beskrevs av L. Bol. Drosanthemum subclausum ingår i släktet Drosanthemum och familjen isörtsväxter. Inga underarter finns listade i Catalogue of Life.